# Artistique-Weltmeisterschaft 1937

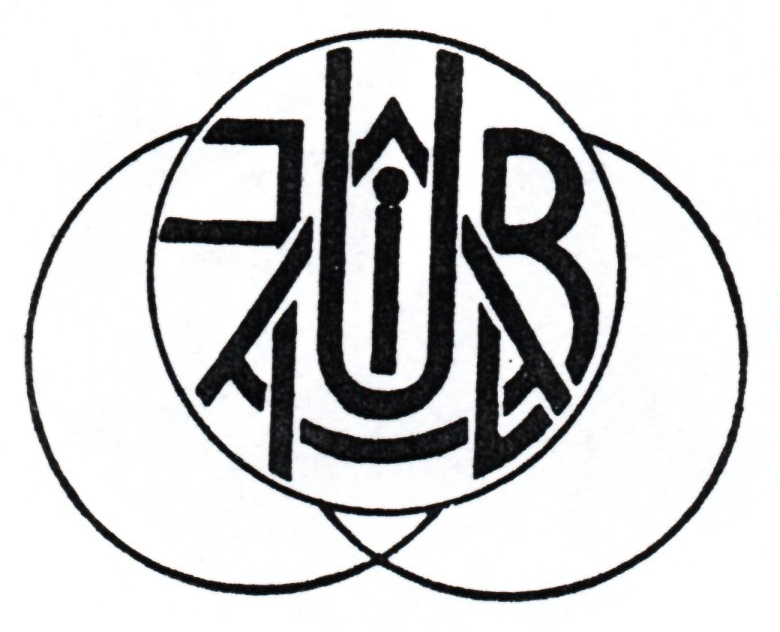
Logo UIFAB (ausrichtender Verband)

Veranstaltungsort: Paris

Die Billard-Artistique-Weltmeisterschaft 1937 war das erste Turnier in dieser Disziplin des Karambolagebillards und fand vom 30. Juni bis zum 3. Juli 1937 in Paris statt.

## Geschichte
Der erst 24-jährige August Tiedtke gewann nach der Fünfkampf-Weltmeisterschaft im Dezember 1936 in Paris bereits seinen zweiten WM-Titel. Der stoßgewaltige Düsseldorfer war der verdiente Sieger des Turniers. Platz zwei sicherte sich der Sieger des Vogängerturniers Richard Kron. Für die Sensation des Turniers sorgte der erst 15-jährige René Vingerhoedt aus Antwerpen der den dritten Platz belegte.

## Modus
Gespielt wurden 64 verschiedene Figuren mit verschiedenen Punktewertungen. Jeder Teilnehmer hatte pro Figur vier Versuche. Die maximale Punktzahl betrug 500 Punkte.

Gewertet wurde wie folgt:
1. Punkte = Erzielte Punkte
2. Versuche = Anzahl der gespielten Versuche
3. gelöste Figuren = gelöste Figuren
4. HS = Punkte der nacheinander gelösten Figuren

## Abschlusstabelle
| Platz                        | Name                     | Punkte | Versuche | gel. Figuren | HS |
| ---------------------------- | ------------------------ | ------ | -------- | ------------ | -- |
| 1                            | August Tiedtke           | 208    | 216      | 27           | 27 |
| 2                            | Richard Kron             | 187    | 215      | 28           | 21 |
| 3                            | René Vingerhoedt         | 179    | 223      | 25           | 35 |
| 4                            | Edouard van de Kerckhove | 165    | 215      | 24           | 20 |
| 5                            | Edmond Soussa            | 147    | 227      | 21           | 27 |
| 6                            | Jacques Davin            | 143    | 225      | 21           | 17 |
| 7                            | Constant Côte            | 135    | 224      | 20           | 20 |
| 8                            | Charles Mairesse         | 83     | 232      | 13           | 16 |
| 9                            | A. Beke                  | 81     | 243      | 10           | 19 |
| 10                           | Rafael Macia             | 78     | 234      | 12           | 21 |
| Turnierdurchschnitt: 28,12 % |                          |        |          |              |    |